# André Geens
Pour les articles homonymes, voir Geens.
André Geens, né le 26 mai 1941 à Boortmeerbeek est un homme politique belge flamand, membre de VLD.
Il est ingénieur industriel en chimie; 
Master of Business Administration (LUC). Il est administrateur de sociétés.
De 1982 à 1985, il fut conseiller de cabinet du ministre communautaire des Finances et du Budget. De 1983 à 1985, il fut membre du Gewestelijke Economische Raad voor Vlaanderen. En 1999, il fut aussi brièvement membre du CA de la Coopération technique belge (CTB).

## Carrière politique
- 1977-1988 et
- 1989-1994 : conseiller communal à Zottegem
- 1983-1988 : échevin à Zottegem
- 1985-1987 : sénateur élu direct
- 1987-1991 : sénateur provincial de Flandre orientale
- 1988-1991 : ministre de la Coopération au Développement
- 1999-2003 : sénateur élu direct, remplaçant Marc Verwilghen, ministre
  - 2001-2003 : membre effectif du Conseil interparlementaire consultatif de Benelux

## Distinctions
- Commandeur de l’ordre de Léopold (1991)